# Erik Vermeulen
Erik Vermeulen (* 15. Oktober 1959 in Ypern) ist ein belgischer Jazzpianist und Komponist.

## Leben und Wirken
Vermeulen spielte zuerst Cello, bevor er zum Klavier wechselte. Er begann Ende der 1970er Jahre mit eigenem Trio mit dem Schlagzeuger Dré Pallemaerts und dem Bassisten Hein van de Geyn  aufzutreten. Seitdem spielte er in Belgien u. a. mit Bert Joris, Jacques Pelzer, Steve Houben, Manuel Hermia, Seppe Gebruers (Antiduo), mit dem Saxophonisten Frank Vaganée, im Quartett (drei CDs) und im Duo mit dem Saxophonisten Ben Sluijs (Duo auf CD „Stones“ 2001), mit dem B.R.T.-Jazzorchester, dem Sextett der polnischen Sängerin Marta Mus (auf „Bitter Sweet“, 2001) und im Quartett des Saxophonisten Bart Defoort. Ferner arbeitete er mit Slide Hampton, Clark Terry, Joe Lovano, Steve Grossman, Toots Thielemans, Philip Catherine, Michael Moore, Jean-Louis Rassinfosse und Barre Phillips zusammen. Er ist Mitglied der Band „De Frisse Wind“, nahm CDs auf mit seinem „Icarus Projekt“ (Album „Into Pieces“ 1997 bei Igloo) und gründete 2000 das „Groundwork Collektief“. Außerdem spielt er weiter in eigenem Trio mit wechselnden Besetzungen (Alben „Songs of Minutes“ 2001 und „Inner City“ 2002 bei De Werf). Zu hören ist er auch auf Paul Van Gysegems Album Square Talks (2021).
Vermeulen unterrichtet Klavier an den Konservatorien von Gent und Antwerpen.
2003 erhielt Vermeulen den Django d’Or (Belgien) als „Etablierter Musiker“.